# Milwaukee Bucks 1976-1977
La stagione 1976-77 dei Milwaukee Bucks fu la 9ª nella NBA per la franchigia.
I Milwaukee Bucks arrivarono sesti nella Midwest Division della Western Conference con un record di 30-52, non qualificandosi per i play-off.

## Roster
| N°    | Naz.                   | Ruolo | Sportivo         | Anno | Alt. | Peso |
| ----- | ---------------------- | ----- | ---------------- | ---- | ---- | ---- |
| 2     | Stati Uniti (bandiera) | GA    | Junior Bridgeman | 1953 | 196  | 95   |
| 3-5   | Stati Uniti (bandiera) | GA    | Fred Carter      | 1945 | 191  | 84   |
| 3     | Stati Uniti (bandiera) | C     | Elmore Smith     | 1949 | 213  | 113  |
| 10    | Stati Uniti (bandiera) | GA    | Bob Dandridge    | 1947 | 198  | 88   |
| 11    | Stati Uniti (bandiera) | G     | Lloyd Walton     | 1953 | 183  | 73   |
| 13    | Stati Uniti (bandiera) | GA    | Glenn McDonald   | 1952 | 198  | 86   |
| 15    | Stati Uniti (bandiera) | G     | Jim Price        | 1949 | 191  | 88   |
| 18    | Stati Uniti (bandiera) | AC    | Kevin Restani    | 1951 | 206  | 102  |
| 20    | Stati Uniti (bandiera) | A     | Mickey Davis     | 1950 | 201  | 88   |
| 21    | Stati Uniti (bandiera) | G     | Quinn Buckner    | 1954 | 191  | 86   |
| 22    | Stati Uniti (bandiera) | AC    | Dave Meyers      | 1953 | 203  | 98   |
| 23    | Stati Uniti (bandiera) | A     | Alex English     | 1954 | 201  | 86   |
| 24    | Stati Uniti (bandiera) | A     | Rowland Garrett  | 1950 | 198  | 95   |
| 25    | Stati Uniti (bandiera) | G     | Gary Brokaw      | 1954 | 193  | 81   |
| 31-35 | Paesi Bassi (bandiera) | C     | Swen Nater       | 1950 | 211  | 109  |
| 32    | Stati Uniti (bandiera) | GA    | Brian Winters    | 1952 | 193  | 84   |
| 45    | Stati Uniti (bandiera) | AC    | Scott Lloyd      | 1952 | 208  | 104  |

## Staff tecnico
- Allenatori: Larry Costello (3-15) (fino al 22 novembre)[1], Don Nelson (27-37)
- Vice-allenatori: Don Nelson (fino al 22 novembre), K.C. Jones